# Spicy Pink

Spicy Pink (スパイシーピンク) est un manga de Wataru Yoshizumi publié en 2007 aux éditions Shueisha Ribon. Le manga est composé de 2 tomes, parus en France en 2010 aux éditions Glénat.

## Synopsis
Sakura Endô a 26 ans et est auteur de shōjo manga. Passionnée par son travail, elle n'a pas eu de relation amoureuse depuis sa séparation avec son ex-petit ami, Akira, et se satisfait pleinement de son statut de célibataire. En revanche, son amie Misono, mangaka comme elle, estime qu'en tant qu'auteur de shôjô manga, l'inspiration vient avec les expériences amoureuses. Un jour, elle propose à Sakura d'aller à une "dating party" à laquelle participent également des médecins et chirurgiens. Sakura y rencontre Iku Koreeda, chirurgien plastique et directeur de clinique. Lorsqu'à la fin de la soirée, ils se retrouvent seuls à seuls dans un ascenseur, il lui fait une liste de ce qu'elle devrait refaire faire afin d'être plus jolie. Elle le trouve odieux et ne veut pas le revoir. Malgré cela, elle croise Iku à plusieurs reprises et ce dernier lui laisse entendre qu'elle lui plaît. Sakura finit par accepter de sortir avec lui. Ils apprennent alors à se connaître, tout en étant fort occupés par leurs métiers respectifs. Sakura fait la connaissance des parents d'Iku ainsi que de sa petite sœur, Risa. Cette dernière lui apprend qu'Iku ne s'est jamais vraiment remis de la perte de la femme qu'il aimait, Natsuko. Mais au moment où Iku demande à Sakura d'avoir une vraie relation de couple, Natsuko réapparaît brutalement...

## Personnages
Sakura Endô
Sakura a 26 ans et est auteur de shôjo mangas pour le magazine Drop. Elle dessine essentiellement des one-shots, mais sera sollicitée pour adapter un roman, Level 11. D'elle-même, elle dit qu'elle est un auteur peu connu. Elle est passionnée par son travail et est très heureuse de pouvoir exercer un métier qu'elle aime. Toutefois, il semble qu'elle manque de confiance en elle.
Iku Koreeda
Iku est chirurgien plastique et directeur de la clinique Koreeda, que son père possède. Il a eu une longue relation avec Natsuko, brutalement disparue. De son propre aveu, il recherche une compagne afin d'éviter que ses parents, inquiets par son célibat, ne lui arrangent des rendez-vous avec des femmes. Il est très protecteur avec sa petite sœur, Risa, et n'apprécie pas particulièrement son petit ami, Akira.
Akira Maho
Akira est l'ancien petit ami de Sakura et l'actuel petit ami de Risa Koreeda.